# Lake Arbor
Lake Arbor és una concentració de població designada pel cens dels Estats Units a l'estat de Maryland. Segons el cens del 2000 tenia 8.533 habitants.

## Demografia
Segons el cens del 2000, Lake Arbor tenia 8.533 habitants, 3.493 habitatges, i 2.165 famílies. La densitat de població era de 1.062,8 habitants/km².
Dels 3.493 habitatges en un 34,2% hi vivien nens de menys de 18 anys, en un 40,1% hi vivien parelles casades, en un 17,1% dones solteres, i en un 38% no eren unitats familiars. En el 32,7% dels habitatges hi vivien persones soles el 8,7% de les quals corresponia a persones de 65 anys o més que vivien soles. El nombre mitjà de persones vivint en cada habitatge era de 2,42 i el nombre mitjà de persones que vivien en cada família era de 3,11.
Per edats la població es repartia de la següent manera: un 25,7% tenia menys de 18 anys, un 6,3% entre 18 i 24, un 36,9% entre 25 i 44, un 22,1% de 45 a 60 i un 9% 65 anys o més.
L'edat mediana era de 36 anys. Per cada 100 dones de 18 o més anys hi havia 71,3 homes.
La renda mediana per habitatge era de 74.599 $ i la renda mediana per família de 89.775 $. Els homes tenien una renda mediana de 52.617 $ mentre que les dones 45.644 $. La renda per capita de la població era de 35.700 $. Entorn del 0,6% de les famílies i l'1,9% de la població estaven per davall del llindar de pobresa.

## Poblacions més properes
El següent diagrama mostra les poblacions més properes.